# ヴェガヴィス
ヴェガヴィス（学名：Vegavis）またはベガビスは、南極半島付近に位置するヴェガ島から化石が産出した、絶滅した基盤的な鳥類の属。現生のガチョウほどの体躯で、約6600万年前に生息した。標本には従来化石として保存されにくい軟体部である鳴管が確認されている。
ヴェガヴィスは代謝が高く、そのため南極大陸という高緯度地域でも生存が可能であった。また、ある程度の骨硬化も示しており、ポラロルニスと共通する。これは潜水行動におけるバリエーションに関連している可能性がある。

## 記載
タイプ種 Vegavis iaai の発見は、現生鳥類の主要なグループが白亜紀に既に多様化していたことを証明している。これは、中生代に生息していた現代型鳥類のグループを代表する最初の物的証拠として扱われた。
ヴェガヴィスのホロタイプ標本はアルゼンチンのラ・プラタ博物館に所蔵されている。当該の標本 MLP 93-I-3-1 は1993年にヴェガ島の　ケープ・ランブにて López de Bertodano 累層から発見された。コンクリーションの内部に埋まった1個体の鳥類の遺骸は非常に繊細であったため、クリーニングなどの作業は注意深く行われ、記載されたのは2005年のことであった。CTスキャンにより骨の構造の非破壊分析も行われた。

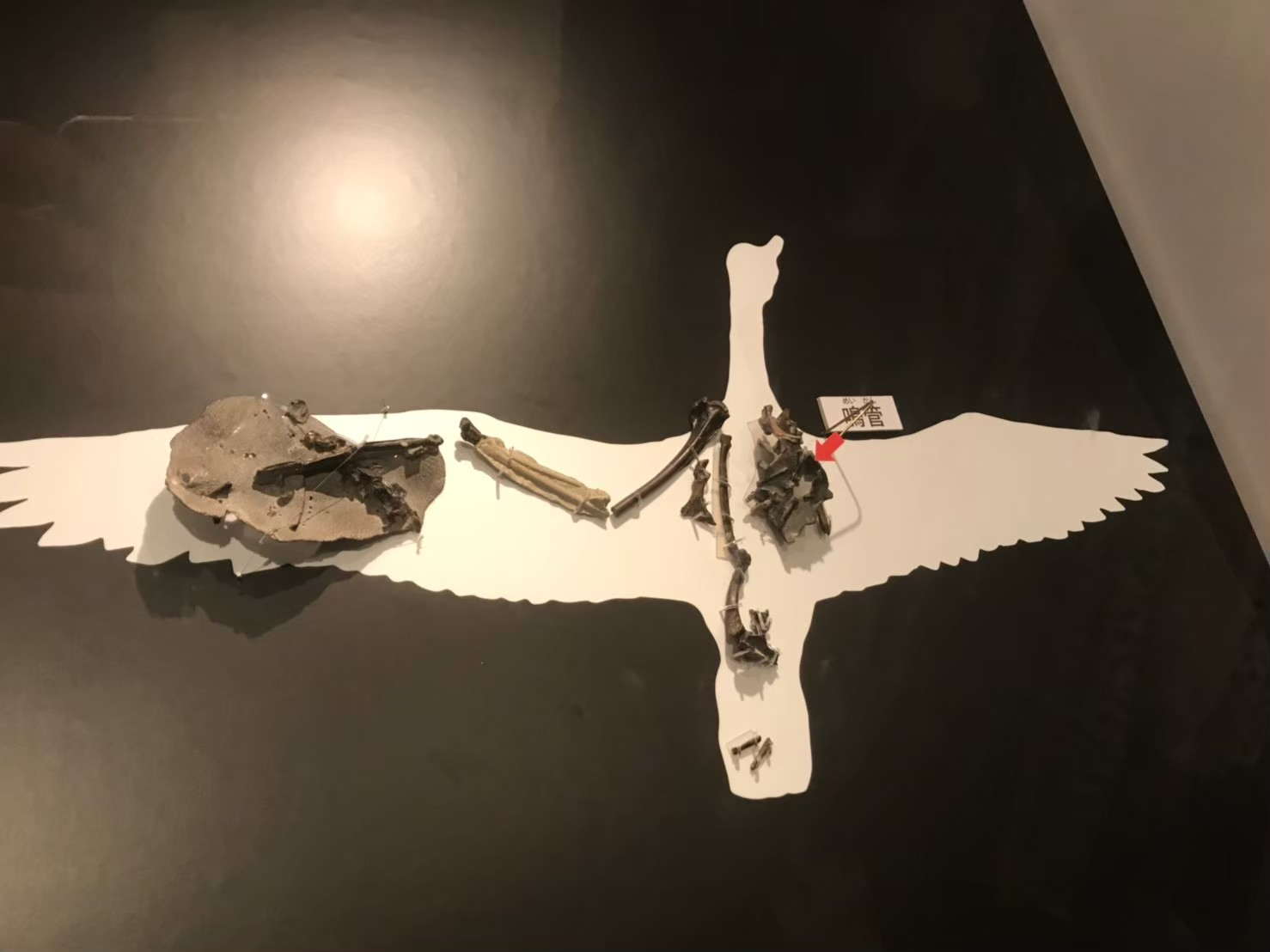
恐竜博2019（国立科学博物館）にて、ヴェガヴィス

第二の標本 MACN-PV 19.748 はホロタイプ標本の近傍で発見された。この標本は立体的に保存されており、CTスキャンにより無傷の鳴管が可視化された。この鳴管には非対称の第三セグメントが存在し、このことからヴェガヴィスは大型の軟組織からなる共鳴構造に沿うように、頸部に2つの発声器官を有していたことが示唆されている。これは、カモやガンおよび他の基盤的新顎類と同様の鳴き方が出来た可能性が高いことを示している。

## 系統
大部分の研究では、現生鳥類の分類体系に当てはめることができ、カモ科（カモやガンなど）に最も近縁とされている一方、彼らの直接的な祖先とは考えられていない。しかしこの結果を疑問視する研究もある。2017年の系統学的研究では、ヴェガヴィスはポラロルニスやネオガエオルニスおよびアウストラロルニスと共にステムカモ目のヴェガヴィス科に置かれた。